# Ereditatea caracterelor dobândite
Ereditatea caracterelor dobândite este o ipoteză lansată de Jean-Baptiste de Lamarck (1744 - 1829) care pretinde că organismele, depunând eforturi imediate în scopul adaptării la mediu, obțin trăsături adaptive care se fixează în cadrul speciei prin transmiterea lor la urmași, ceea ce face ca speciile să se transforme de la o generație la alta, până ce ajung să devină o specie diferită.
Această ipoteză nu a rezistat în timp, fiind înlocuită de teoria evoluției prin mutații, deoarece nu s-a putut găsi niciun caz în care un caracter nou, căpătat de un individ în cursul vieții lui, să se fixeze genetic.

## Argumentații
Un fapt adus multă vreme ca dovadă a acestei ipoteze și infirmat astăzi de genetică este diferența între cămila domestică și cea sălbatică din Mongolia în ceea ce privește calozitățile de pe picioare. S-a pretins că acestea ar fi apărut în urma activității desfășurate de cămilele domesticite. În realitate însă, după cum s-a dovedit genetic, sub-specia vestică era dintru început dotată cu calozități, iar cea estică, nu. Ca urmare a acestei diferențe genetice, la cămilele domestice de rasă mongolă pură calozitățile nu apar decât accidental. În fapt, calozitățile reprezintă un caracter dominant, spre deosebire de lipsa lor, care este un caracter recesiv, astfel încât în cazul încrucișării tendința este de predominanță a prezenței calozităților. 
În această ipoteză nu se explică prin ce anume proces organismul ar putea identifica în mod natural o trăsătură ca fiind demnă de înscrierea în codul genetic. Dacă, de pildă, se acceptă că un caracter care favorizează înmulțirea (deci perpetuarea speciei) merită fixat, ar trebui ca mutilările practicate de anumite populații umane și considerate criterii în alegerea partenerului să devină caractere genetice, ceea ce desigur nu se întâmplă.
Dimpotrivă, genetica a dovedit că viul are tendința de a-și conserva cu strictețe codul genetic, majoritatea mutațiilor fiind nocive.
Recent, descrierea mecanismelor "eredității" epigenetice a atras atenția asupra vechii teorii a lui Lamarck, demonstrând că unele celule au capacitatea de a transmite caractere dobândite în timpul existenței lor celulelor-fiice. ADN-ul nu este implicat în aceste mecanisme, ci doar sisteme de represie și de derepresie genică, asupra cărora acționează factori de mediu specifici.